# 和漢朗詠集

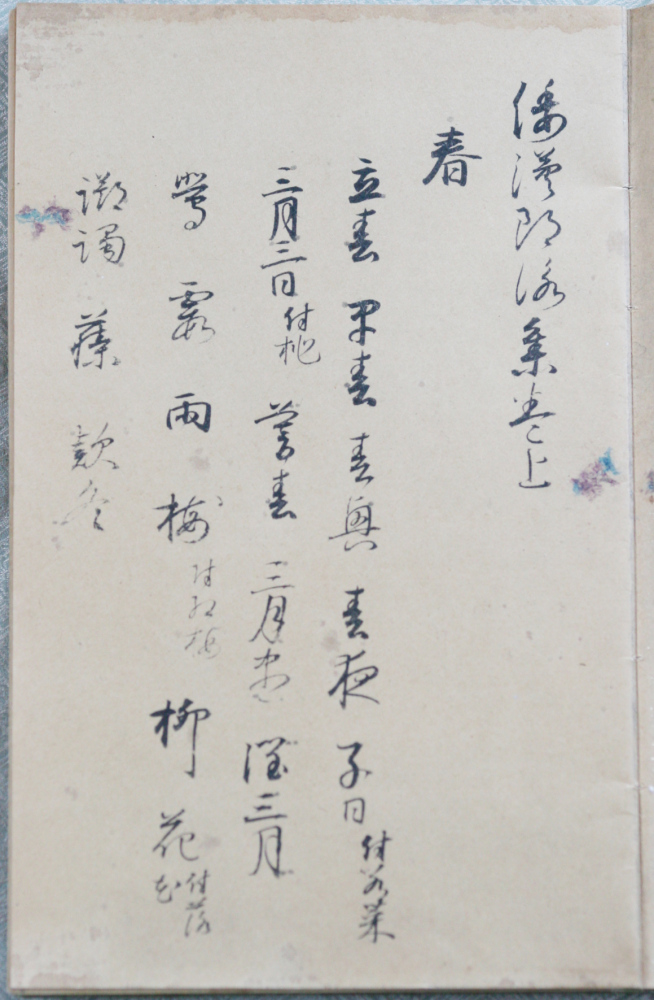
伊予切　和漢朗詠集

『和漢朗詠集』（わかんろうえいしゅう）は、平安時代中期の歌人で公卿の藤原公任（藤原北家小野宮流）が漢詩・漢文・和歌を集めた、朗詠のための詩文集である。長和2年（1013年）頃に成立した。『倭漢朗詠集』あるいは巻末の内題から『倭漢抄』とも呼ばれる。
もともとは藤原道長の娘威子入内の際の引き出物の屏風絵に添える歌として撰集され、のちに公任の娘が藤原教通（道長五男）と婚姻を結ぶ際の引き出物として、朗詠に適した和漢の詩文を達筆で知られる藤原行成が清書し、それを冊子として装幀されたものといわれている。
皇居三の丸尚蔵館が所蔵する和漢朗詠集（雲紙）が令和6年度に国宝に指定され、和漢朗詠集（唐紙、粘葉本和漢朗詠集）が令和7年度に指定される予定である。

## 背景
平安時代前期・中期の貴族生活と国風文化の流れのなかで編纂された詩文集である。当時、朗詠は詩会のほかにも公私のそれぞれの集まりで、その場にふさわしい秀句や名歌を選んで朗誦し、場を盛り上げるものとして尊重されていた。朗詠の盛行の様子は、『源氏物語』『紫式部日記』『枕草子』など王朝文学における物語・日記文学・随筆にも描かれている。また、『大鏡』には、安和2年（969年）、源雅信が村上天皇を偲んで「嘉辰令月」を朗詠したことが記されている。
『和漢朗詠集』は、こうした要請に応ずる形で撰した詩文を朗詠題ごとに分類、配列したものである。勅撰和歌集『後拾遺和歌集』序に「大納言公任卿（中略）やまともろこしのをかしきことふたまきをえらびて、ものにつけことによそへて人の心をゆかさしむ」とある。

## 構成と内容
上下二巻で構成。その名の通り朗詠に適した漢詩および漢文588句（多くは断章。日本人の作ったものも含む）と和歌216首を選んだものである。主として三代集（古今和歌集、後撰和歌集、拾遺和歌集）と大江維時編『千載佳句』より取材しており、詩句では唐の白居易（白楽天）の137句、ついで日本の菅原文時の40余句、和歌では紀貫之の26句を最多としている。杜甫・李白は各1句と少なく、これは当時の好みを反映している。このアンソロジーには、随所に日本的編集思想がすでにみられる点が注目される。
構成は、勅撰和歌集『古今和歌集』等にならい、上巻に春夏秋冬の四季の歌、下巻に雑歌を入れている。
- 上巻
  - 春
立春 早春 春興 春夜 子日付若菜 三月三日付桃花 暮春 三月尽 閏三月 鶯 霞 雨 梅付紅梅 柳 花 落花 躑躅 款冬 藤
  - 夏
更衣 首夏 夏夜 納涼 晩夏 橘花 蓮 郭公 蛍 蝉 扇
  - 秋
立秋 早秋 七夕 秋興 秋晩 秋夜 八月十五夜付月 九日付菊 九月尽 女郎花 萩 槿 前栽 紅葉附落葉 雁付帰雁 虫 鹿 露 霧 擣衣
  - 冬
初冬 冬夜 歳暮 炉火 霜 雪 氷付春氷 霰 仏名

- 下巻
  - 雑
風 雲 晴 暁 松 竹 草 鶴 猿 管絃附舞妓 文詞附遺文 酒 山附山水 水附漁父 禁中 古京 故宮附故宅 仙家附道士隠倫 山家 田家 隣家 山寺 仏事 僧 閑居 眺望 餞別 行旅 庚申 帝王附法王 親王附王孫 丞相附執政 将軍 刺史 詠史 王昭君 妓女 遊女 老人 交友 懐旧 述懐 慶賀 祝 恋 無常 白

## 装丁等
上述したように、藤原公任が娘と藤原教通（道長五男）との結婚の引出物として詞華集を贈ることを思いつき、「三蹟」のひとり藤原行成に清書してもらい、それを粘葉本（でっちょうぼん）の冊子として装幀して硯箱に納めて贈られたといわれている。 紅・藍・黄・茶の薄めの唐紙に雲母引きの唐花文をさらに刷りこんだ料紙を用いている。 行成は、漢詩を楷書・行書・草書の交ぜ書きに、和歌を草仮名で書いている。

## 影響

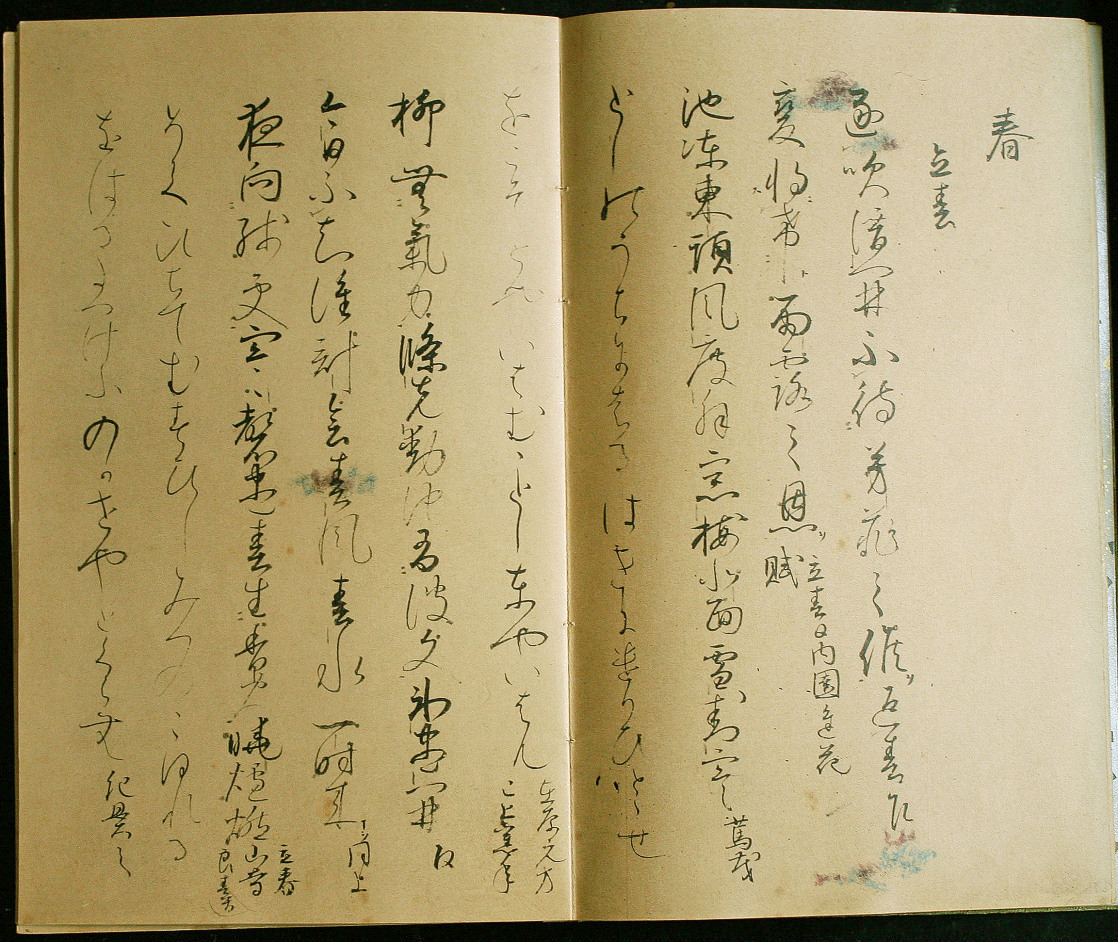
伊予切　和漢朗詠集 春

成立以後、朗詠のテキストとして、また詩作歌作の手本として広く愛賞され、書道の名家によって書写されたので習字の手本としても珍重された。文学においては『源氏物語』や『枕草子』など、平安時代以降の日本中世文学に詞章の題材をあたえた影響にはきわめて大きいものがある。また、漢字と仮名文字の両方で当時の流行歌が書いてあることから、寺子屋などで長年読み書きの教科書としても用いられた。東大寺舜乗房や東大寺親隆僧正など宋に渡った日本の修行僧が当地の寺に入山するときにも納めたという記録がある。中国本国ではさして知られていない白居易の『香炉峰下新卜山居』が採録され、これが後に『枕草子』で取り上げられたため、本国以上に日本で知られる漢詩となった事例もある。
なお、イエズス会によって1600年に出版されたキリシタン版『和漢朗詠集』の上巻が、スペインのエル・エスコリアル修道院（マドリード郊外）に残っている（聖ロレンソ文庫）。

## 古注釈書
和漢朗詠集は、平安時代末期頃から注釈の対象となっていた。具体的な古注釈書は以下のものがある。
- 朗詠江注
- 和漢朗詠注
- 和漢朗詠集見聞
- 和漢朗詠集私注
- 和漢朗詠註抄
- 朗詠抄
- 和漢朗詠集仮名注
- 和漢朗詠集永済注
- 和漢朗詠集和談鈔
- 和漢朗詠集註

## 文献資料
- 『和漢朗詠集 全訳注』 川口久雄訳・校注、講談社学術文庫、1982年、ISBN 406-1583255
  - 『日本古典文学大系 73 和漢朗詠集 梁塵秘抄』 岩波書店、1965年。後者は志田延義注解
- 『和漢朗詠集　新潮日本古典集成』 大曽根章介・堀内秀晃校注、新潮社、1983年、新装版2018年、ISBN 4106208261
- 『和漢朗詠集　新編日本古典文学全集』 菅野礼行校注・訳、小学館、1999年、ISBN 4096580198
- 『和歌文学大系47　和漢朗詠集／新撰朗詠集』 佐藤道生・柳澤良一、明治書院、2011年、ISBN 4625424089
- 『和漢朗詠集 現代語訳付き』 三木雅博訳・校注、角川ソフィア文庫、2013年、ISBN 404-4001146